# Zapora Mangla
Zapora Mangla – zapora i elektrownia wodna na rzece Dźhelam, w północnej części Pakistanu (Azad Dżammu i Kaszmir). Dziewiąta pod względem wielkości zapora wodna na świecie i drugi co do wielkości obiekt tego rodzaju w Pakistanie (po Zaporze Tarbela). Zapora jest zlokalizowana w odległości 108 km od stolicy Pakistanu – Islamabadu.

## Historia
Jednym z problemów Pakistanu były niedobory wody spowodowane sezonowymi wahaniami jej przepływu w rzece Indus i jego dopływach. Dlatego rząd Pakistanu zwrócił się do Banku Światowego o wsparcie, proponując realizację projektu Indus Basin. Zakładał on budowę dwóch zapór: Mangala na rzece Dźhelam i Tarbela na rzece Indus. Głównym celem ich budowy było nawodnienie terenów wykorzystywanych przez rolnictwo, dodatkowymi – produkcja energii i ochrona przeciwpowodziowa. Projekt przygotowała londyńska firma Binnie i Wspólnicy, a budową kierował inżynier Geoffrey Binnie.
Prowadzona w latach 1961–1967 budowa obiektu została sfinansowana dzięki wsparciu udzielonemu przez Bank Światowy i Azjatycki Bank Rozwoju. Zasadniczym celem powstania zapory było zredukowanie niedoboru wody pitnej oraz irygacja dużych obszarów w dorzeczu Indusu.
Całkowita długość obiektu wynosi 3140 m, a jego maksymalna wysokość 147 m.
Powstanie zapory doprowadziło do zatopienia 280 wsi oraz miast Mirpur i Dadyal. W następstwie realizacji projektu przesiedlonych zostało około 110 tys. osób.